# Keleti rozella
A keleti rozella (Platycercus eximius), korábban rozellapapagáj, a madarak osztályának papagájalakúak (Psittaciformes) rendjébe és a szakállaspapagáj-félék (Psittaculidae) családjába tartozó faj.

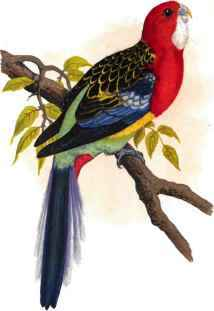
William Thomas Greene festménye a madárról (1883)

## Előfordulása
Ausztrália délkeleti részén honos, Queensland déli részétől Új-Dél-Wales és Victoria területén át egészen Tasmaniáig. A hegyvidéki erdőket lakja 1200 méteres tengerszint feletti magasságig, de a fás szavannán is előfordul. Néha még a városi parkokban is megtalálható. A keleti területeken a mezőgazdasági művelés alatt álló területeken, így kertekben és szántóföldeken is gyakori, Új-Zélandra pedig betelepítették.

## Alfajai
A fajt George Shaw írta le 1792-ben. Néha a sápadtfejű rozella (P. adscitus) alfajának tekintik. Ahol a két faj elterjedési területe összeér, ott keverednek is, mint Új-Dél-Wales északkeleti és Queensland délkeleti részén.
- Platycercus eximius eximius - Victoria és Új-Dél-Wales déli részének lakója. Csípője halványzöld, hátán a tollak feketék és zöldek.[3]
- Platycercus eximius elecica (Pompás keleti rozella) - Új-Dél-Wales északkeleti területein és Délkelet-Queenslandben él. A hím hátán a tollak sárgák és feketék, a tojó hátán sárgászöldek és feketék. Csípője kékeszöld.[3]
- Platycercus eximius diemenensis (Tasmán keleti rozella) - Kelet-Tasmániában fordul elő. Fején a fehér foltok nagyobbak, és vörös színe élénkebb.[3]

## Megjelenése
A rozellapapagájt Ausztrália legszebb, legszínpompásabb papagájának tartják. Színes tollruhája ellenére azonban csak akkor vehető észre a természetben, ha az ember közvetlen közelébe kerül. A madár testhossza eléri a 29–33 centimétert is, testtömege 90–120 gramm között mozog. Torka, orcája fehér, feje, tarkója és melle vörös. Mellének alsó része sárga, ami a hasa felé zöldbe megy át. Alsó farokfedői újra vörösek, háta sárgászöld, hátán fekete pikkelyszerű mintázattal. Szárnyának külső éle liláskék. Kéz- és karevezői barnásfeketék. Felső szárnyfedői és háta világoszöld, szintén fekete mintával. Írisze sötétbarna. Csőre fehér, lába szürke. A tojók és a fiatal madarak színei fakóbbak a hímeknél, a vörös szín kevesebb rajtuk. A fiatalok fejének hátsó részén egy zöld folt található. A fiatalok még a kifejlett nőstényeknél is fakóbbak, és 1 - 1,5 éves korukra színeződnek ki teljesen.

## Repülése
Rövid szakaszokon hullámosan repülnek. Landolásuk látványos. Amikor egyik fáról a másikra szállnak, akkor először megközelítik a talajt, majd felívelve a kiszemelt ágra szállnak. Nagyobb távolságokra vízszintesen és magasabban repülnek.

## Életmódja
Gyors röptű élénk madár, a vadonban a szárazabb nyílt területeket kedveli, gyakran városokban is előfordul parkokban, golfpályákon vagy kertekben. Farmokon, vagy kisebb facsoportokban is megtelepszik. Főként magvakkal táplálkozik, de más növényi részeket, és nektárt is fogyaszt. Gyakran keresgél raktárak mellett, szénaboglyák környékén, vagy baromfiudvarokban gabonamagvak után. Terjesztik az akáciák és az eukaliptusz magvait. Szeretik a gyümölcsöt, leginkább az almát és a körtét, és nagy károkat tudnak okozni az ültetvényeken. A növényi táplálék mellett rovarokat is eszik, mind kifejlett, mind lárva formában.
Párokban vagy kisebb csapatokban élnek, télen egy-egy csapatban akár 51-100 madár is összeverődhet.
Nagyon kellemes hangja van, kissé hullámzó jellegű, veszély esetén éles átható hangot hallat.
- Védő, figyelmeztető, üdvözlő ugatás
- Hívóhang
- Válasz a hívóhangra
- Kíváncsiság jelzése
- Imponálás
- Ének

## Szaporodása
A rozellapapagáj évente kétszer költ. A hím kora tavasszal jelzi udvarlási szándékát a tojónak, azzal, hogy tollát izgatottan felborzolja, farkát széttárja. Territóriumát védelmezi más hímekkel szemben, jelenlétét énekével jelzi. Hangos "gigigi" kiáltásokat hallat és a tojónak eleséggel kedveskedik. A nász után a tojó, egy faodúba rakja tojásait, az odú röpnyílása kb. 8 cm. Mélysége 1 méter, és akár 30 méter magasan is lehet a talajtól. A tojások kerekek, fehérek, méretük 26 x 22 mm. A tojó 4–9 tojást rak, melyeket egyedül költ ki 20–22 nap alatt. A kikelt fiókákat a tojó eteti az első 10 napban, közben a hím őt is táplálja. Később mindketten részt vesznek az etetésben, felváltva, mindaddig, amíg a fiókák ki nem repülnek. Ez a kirepülési időszak kb. 35 napra tehető.
Évente kétszer, vagy többször is költhetnek, különösen fogságban, így egy évben akár 19 fiókát is felnevelhetnek. A madár életkora átlagosan 15 év, fogságban tartva, jó körülmények között több is lehet.
|  |  |  |

Fogságban tartva jól szaporodik. A telet csapadéktól mentes, jól szigetelt helyen átvészeli. A madarak részére ajánlott röpde mérete 2 m hosszú, 1 m széles és 2 m magas. Könnyen megszelídül. Csak párban tartható, különben nagyon agresszívak tudnak lenni. Gyakran azt tanácsolják, hogy a röpde közelében ne tartsuk még a legközelebbi rokon fajokat sem. Mindig kell előtte takarmányt tartani, amely lehet napraforgó, fénymag, köles, szeklice, búza. Szereti a zöldféléket, sárgarépát, és az almát is. Amikor a fiókákat nevelik, több eleségre van szükségük, főtt tojásra, csiráztatott magokra.  Költéskor a párokat javasolt külön tartani, hogy ne bántsák egymás tojóit, vagy a kikelt fiókákat, mert ilyenkor a hímek agresszívek. Jó körülmények között akár kétszer is költhet évente.
Ausztráliában ritkán tartanak vad színezetű rozellapapagájokat, ott inkább a színmutációk a jellemzők. Ausztrálián kívül ritkán ügyelnek a fajtatisztaságra, így viszonylag ritkán lehet fajtatiszta rozellapapagájt kapni.
Intelligens, sok dallam vagy néhány szó vagy mondat megtanulására képes. Az ember mellett tartva sok játékot és figyelmet igényel, hogy ne unatkozzon. Azonban még a kézben etetve felnőtt egyedek sem lesznek teljesen szelídek, és nem tűrik a babusgatást.

## Képek

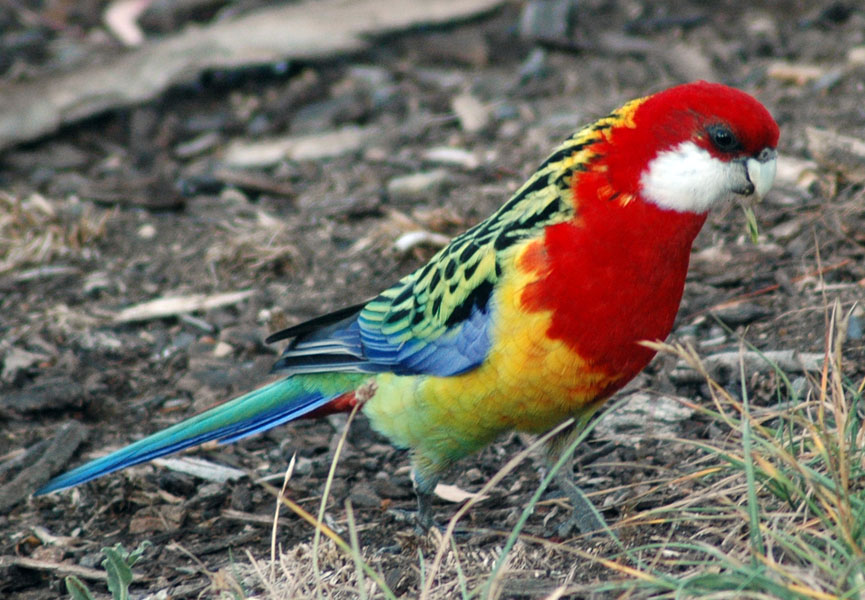
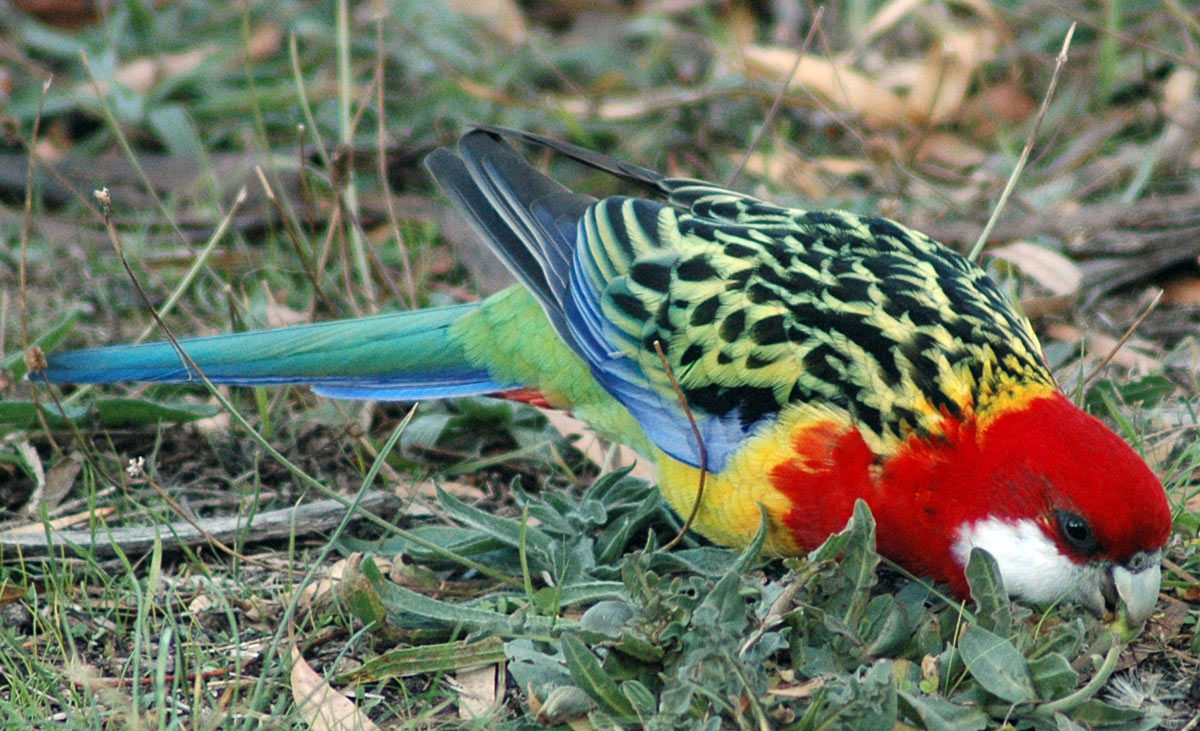
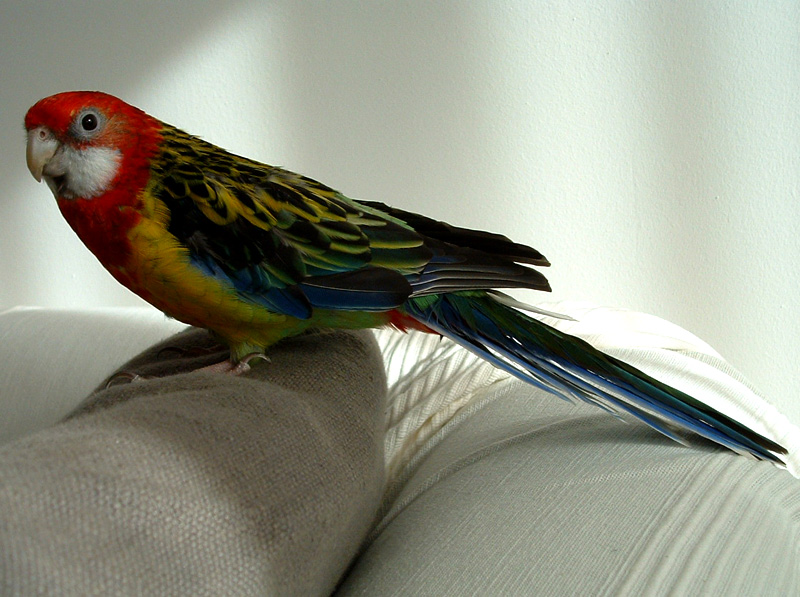
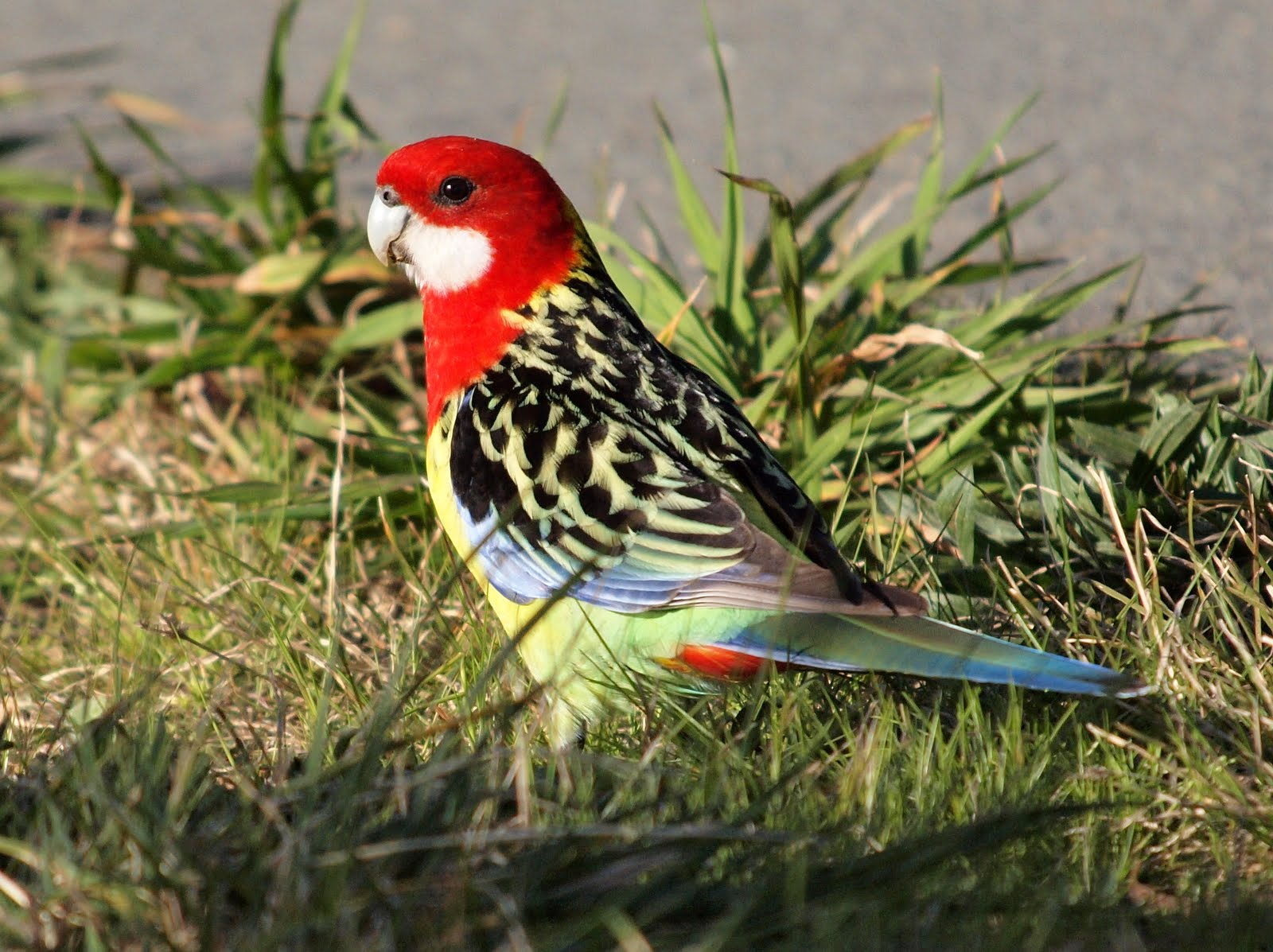
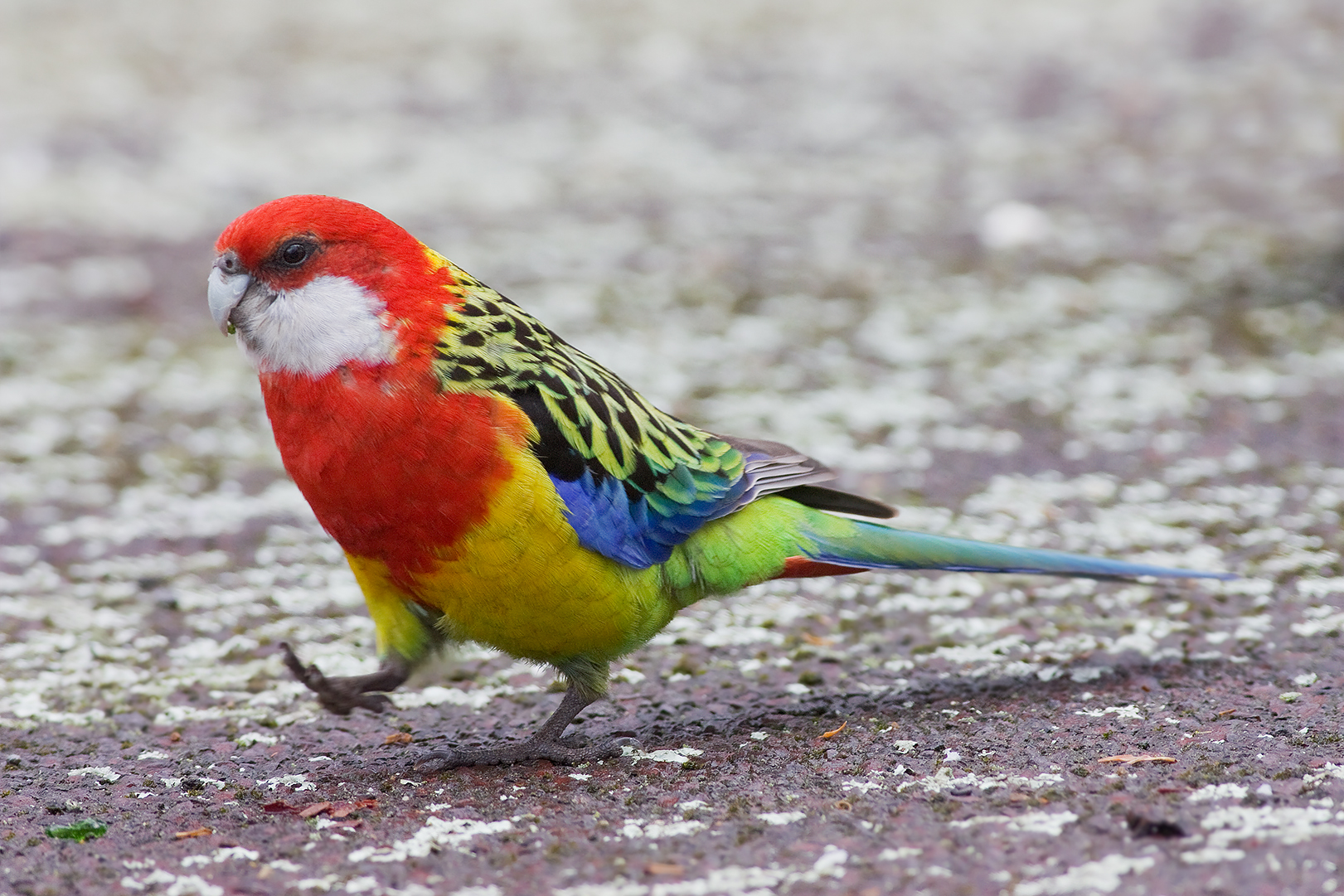

## Fordítás
- Ez a szócikk részben vagy egészben  a   Rosellasittich című német Wikipédia-szócikk fordításán alapul.  Az eredeti cikk szerkesztőit annak laptörténete sorolja fel. Ez a jelzés csupán a megfogalmazás eredetét és a szerzői jogokat jelzi, nem szolgál a cikkben szereplő információk forrásmegjelöléseként.
- Ez a szócikk részben vagy egészben  az   Eastern rosella című angol Wikipédia-szócikk fordításán alapul.  Az eredeti cikk szerkesztőit annak laptörténete sorolja fel. Ez a jelzés csupán a megfogalmazás eredetét és a szerzői jogokat jelzi, nem szolgál a cikkben szereplő információk forrásmegjelöléseként.